# 三橋達也
三橋 達也（、1923年〈大正12年〉11月2日 - 2004年〈平成16年〉5月15日）は、日本の俳優。妻は安西郷子、次男は三橋忠央。東京市出身。

## 来歴

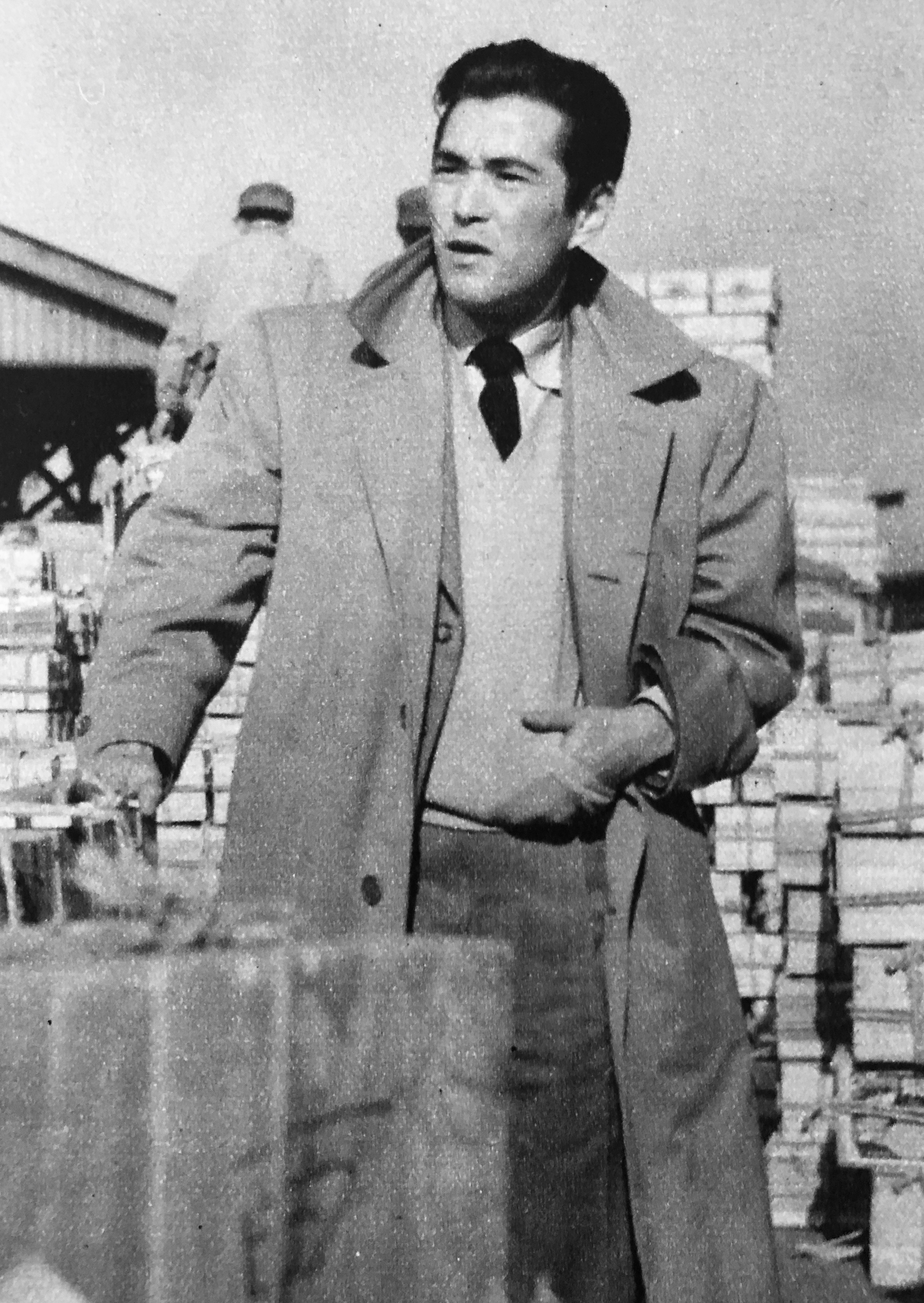
1955年

父が木版彫刻家だった関係から、1942年に多摩帝国美術学校（現・多摩美術大学）に入ったが、戦時中で満足な授業が無く、1年後に中退する。1943年、最初は舞台美術家を志し、舞台美術担当で新劇グループ新制舞台に入団、しかし俳優になるよう人からすすめられ、劇団を転々と渡り歩いたのち、1944年に水の江瀧子主催の劇団たんぽぽに入り、映画にもエキストラとして出演していた。そんな中、軍隊に召集されて、シベリア抑留を経て、1947年に復員した。
しばらくは短編映画のプロデューサーや俳優などをして、1948年に大泉撮影所（現、東映東京撮影所）に入社する。大部屋俳優だったが、『執行猶予』などに端役として出演しているうちに、カメラマンの藤井静の推薦で佐分利信監督の松竹映画『あゝ青春』に主演の不良学生役で出演、この映画では照明助手出身の大木実や新人の南川直もデビューしたが、脚本の猪俣勝人はこの時の三橋の自然体な演技、試写会でのウィットにとんだスピーチから、将来大物になるに違いないと確信したという。
マネージャーとなった中野英治の口利きで大映、新東宝の映画に出演したのち、松竹専属となりホームドラマ・タッチの青春映画に数多く出演する。
1954年に日活に移籍、同じ移籍組の川島雄三監督の映画『愛のお荷物』では抜群のコメディーセンスを披露。続いて同じ移籍組の市川崑監督の『青春怪談』『こころ』に出演、主演スターの地位を確立した。特に川島雄三作品には『愛のお荷物』以降、『あした来る人』『銀座二十四帖』『風船』『洲崎パラダイス赤信号』と多く起用されて最多出演俳優となった。ちなみに川島の代表作となった『幕末太陽傳』では本来、石原裕次郎が扮した高杉晋作を演じる予定だったが、三橋の方から断ったという。『愛情の系譜』『あした来る人』『飢える魂』『月蝕』『慕情の人』など恋愛映画にも数多く出演し、日本の俳優では稀有なダンディーで甘い二枚目の魅力を存分に発揮した。また喜劇や文芸物のみならず、凄みを利かせた演技でアクション映画でも活躍。
1958年に緊縮財政を打ち出してギャラ・ダウンに踏み切った日活の上層部と対立して日活を退社し、東京映画に移籍。同年、中野英治と手を切り藤本真澄に誘われ東宝へ入社。それまでの恋愛映画、アクション映画のみならず社会派ドラマにも出演。
黒澤明には1960年の『悪い奴ほどよく眠る』や『天国と地獄』に起用された。
『女の中にいる他人』では友人に妻を寝取られ殺されてもなおも許すという難役を演じ、毎日映画コンクール助演男優賞を受賞。
日本初の本格的スパイアクション映画「国際秘密警察シリーズ」は4年間で5本が製作され、カルト的な人気を博す。
『西村京太郎トラベルミステリー』シリーズでは、主役の十津川省三役を長らく務めた（1999年に降板し、高橋英樹が引き継いだ）。
2004年5月15日午前0時29分、急性心筋梗塞のため死去。80歳没。墓所は港区立行寺。
紀里谷和明監督作品の映画『CASSHERN』が最後の作品となった。

## 人物・エピソード
容姿が似ていることから「和製ケーリー・グラント」と呼ばれた。
趣味のクレー射撃では芸能界一の腕前を誇り、日本クレー射撃協会の理事も務めていた。また、芸能人の射撃マニアで結成されていた芸能文化人ガンクラブ理事長を長く務めていた。
戦争中にシベリア抑留経験があったことから、ヨーロッパに行く時は決してロシア上空を通過するヨーロッパ便には乗らず、迂回してロシアとは逆方向のアメリカ西海岸経由で行ったらしい。
東宝の俳優であった中島春雄は、三橋は夜中の寒いロケの際にたい焼きを大量に買ってきて皆に振る舞うなど、いい人であったと述懐している。

## 受賞歴
- 1997年（平成9年）、第6回日本映画批評家大賞 ゴールデン・グローリー賞
- 2002年（平成14年）、映画『忘れられぬ人々』
  - 第22回フランス・ナント三大陸映画祭 主演男優賞
- 2005年（平成17年）、第59回毎日映画コンクール 特別賞
- 2005年（平成17年）、第28回日本アカデミー賞 会長特別賞

## 出演

### 映画

#### 1950年代
- 執行猶予（1950年、東映）

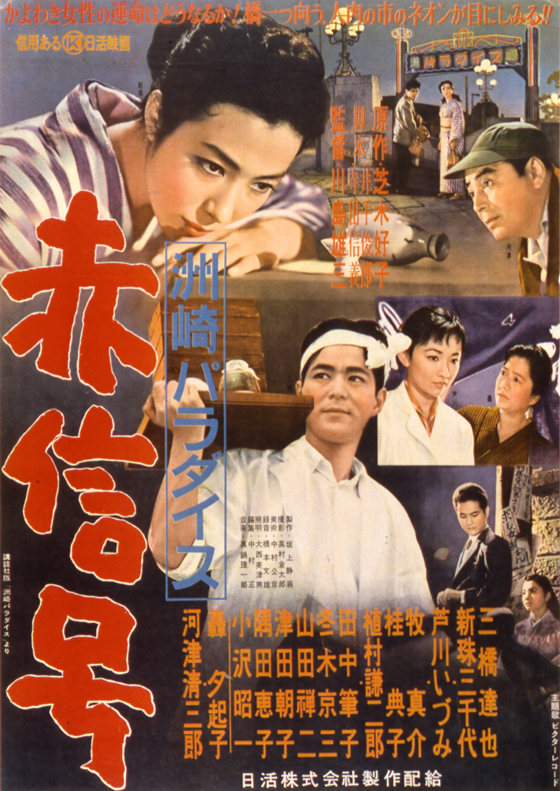
映画『洲崎パラダイス赤信号』（ポスター）での三橋達也（中央）

- あゝ青春（1951年、松竹） - 倉持一郎[8][9][10]
- 愛染橋（1951年、大映） - 濱小橋正一郎[11]
- 安宅家の人々（1952年、大映） - 安宅譲二
- 群狼の街（1952年、大映） - 川村克彦[11]
- 呼子星（1952年、大映） - 高松新吉[11]
- 西陣の姉妹（1952年、大映） - 安井浩[11]
- 慟哭（1952年、新東宝） - 荘司康夫
- ハワイの夜（1953年、新東宝） - 牧野春夫[11]
- まごころ（1953年、松竹） - 志村透[11]
- 次男坊（1953年、松竹） - 岩崎悌四郎[11]
- 新東京行進曲（1953年、松竹） - 霧山一夫[11]
- 真珠母（1953年、松竹） - 松本恒彦[11]
- 愚弟賢兄（1953年、松竹） - 長男・貢一[11]
- 純潔革命（1953年、松竹） - 小泉孝之[11]
- 東京マダムと大阪夫人（1953年、松竹） - 伊東光雄[11]
- 青春三羽烏（1953年、松竹） - 沖倉淡三[11]
- 花の生涯 彦根篇 江戸篇（1953年、松竹） - 黒沢忠三郎
- 君の名は 第三部（1954年4月、松竹） - 野島八郎
- 陽は沈まず（1954年、松竹） - 長男・健一[11]
- 大学は出たけれど（1955年、松竹） - 村瀬大吉
- 東京の空の下には（1955年、日活） - 藤川九一[12]
- 愛のお荷物（1955年、日活） - 新木錠太郎、貝田錠一郎、チャンバラ役者[12]
- 青春怪談（1955年、日活） - 宇都宮慎一
- あした来る人（1955年、日活） - 大貫克平[12]
- こころ（1955年、日活） - 梶（K）
- 銀座二十四帖（1955年、日活） - 三室戸完（花売コニイ）[12]
- 第8監房（1956年、日活） - 高森七郎
- ビルマの竪琴（1956年、日活） - 三角山守備隊隊長
- 風船（1956年、日活） - 村上圭吉[13]
- 地獄の波止場（1956年、日活） - 岡野信介[13]
- ドラムと恋と夢（1956年、日活） - 薬屋の店員[13]
- 火の鳥（1956年、日活） - 杉山泰（特別出演）[13]
- 洲崎パラダイス赤信号（1956年、日活） - 義治
- わが町（1956年、日活） - 花井次郎（特別出演）[13]
- 飢える魂 正・続篇（1956年、日活） - 立花烈
- 月蝕（1956年、日活） - 田所和馬
- お転婆三人姉妹 踊る太陽（1957年、日活) - 滝伸太郎（特別出演）[14]
- 無法一代（1957年、日活）- 鰐口貫太
- 勝利者（1957年、日活） - 山城英吉[14]
- 女であること（1958年、東宝） - 清野吾郎（市子の昔の恋人）[11]
- 結婚のすべて（1958年、東宝） - 古賀俊二（近代女性編集長）[11]
- グラマ島の誘惑（1959年、東宝） - ウルメル（カナカ族原住民）[11]
- 潜水艦イ-57降伏せず（1959年、東宝） - 志村大尉（先任将校）[15]
- 女子大学生 私は勝負する（1959年、東宝）

#### 1960年代

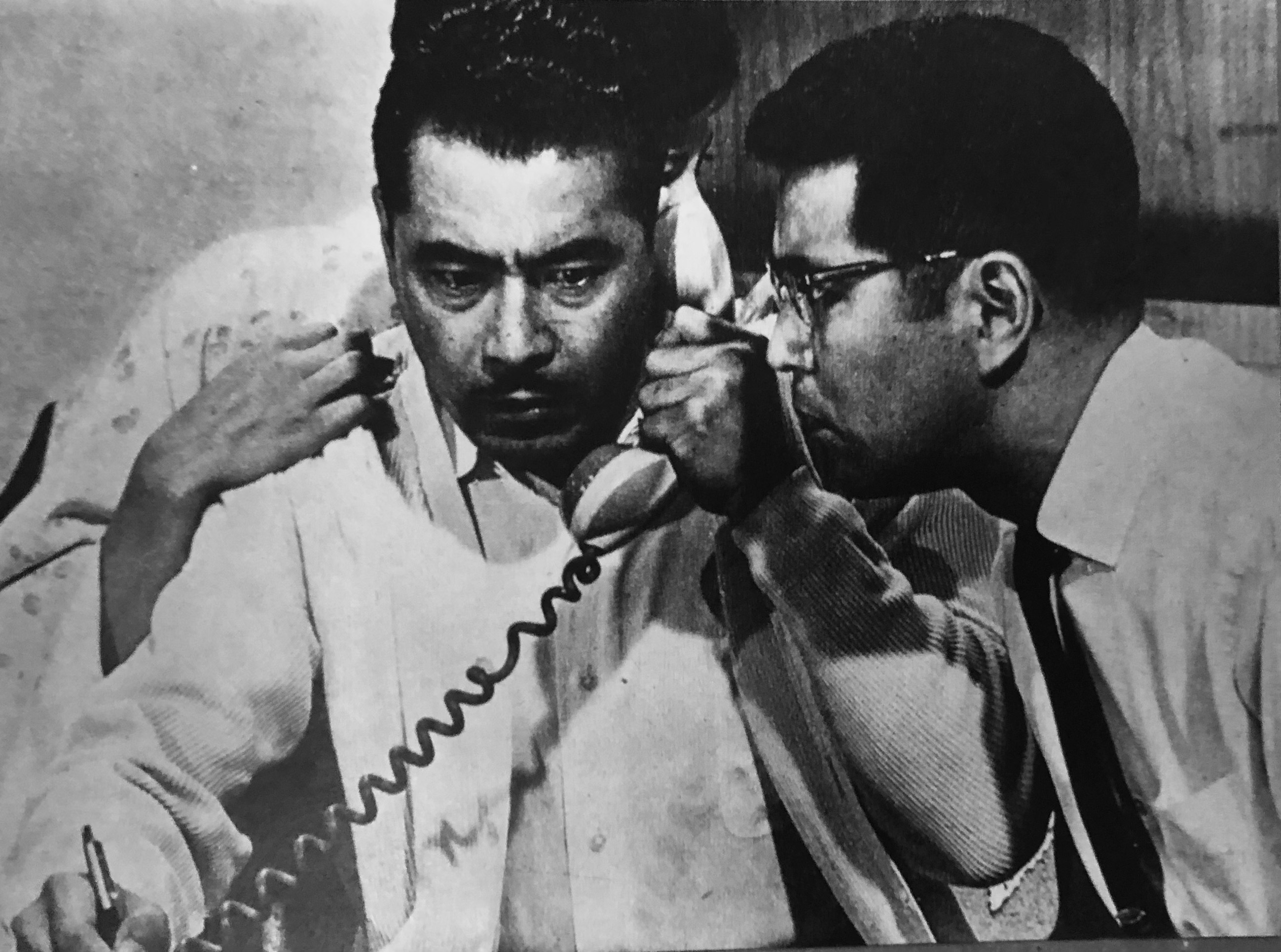
『天国と地獄』（1963年）

- ハワイ・ミッドウェイ大海空戦 太平洋の嵐（1960年、東宝） - 航空参謀[15]
- 夜の流れ（1960年、東宝） - 五十嵐
- 赤坂の姉妹より 夜の肌 (1960年、東京映画） - 中平萄三[11]
- 悪い奴ほどよく眠る（1960年、東宝） - 岩淵辰夫
- ガス人間第一号（1960年、東宝） - 岡本賢治警部補[1][2]
- サラリーマン忠臣蔵（1960年、東宝） - 大野定五郎
  - 続サラリーマン忠臣蔵（1961年、東宝） - 大野定五郎
- 暗黒街の弾痕（1961年、東宝） - 東刑事
- 地獄の饗宴（1961年、東宝） - 戸部修[11]
- 社長道中記（1961年、東宝） - 本田
- 愛と炎と（1961年、東宝） - 伊崎[11]
- 花影（1961年、東宝） - 野方逸郎
- 慕情の人（1961年、東宝） - 石野伸彦[11]
- 愛情の系譜（1961年、東宝） - 立花研一[11]
- 南の島に雪が降る（1961年、東宝） - 小林少佐（特別出演）
- 女の座（1962年、東宝） - 橋本正明（路子の夫）
- 忠臣蔵 花の巻・雪の巻（1962年、東宝） - 堀部安兵衛
- どぶろくの辰（1962年、東宝） - 舎熊[11]
- 暗黒街の牙（1962年、東宝） - 木崎夏雄[11]
- 愛のうず潮（1962年、東宝） - 香川英二[11]
- 五十万人の遺産（1963年、東宝） - 郡司敬吾
- 天国と地獄（1963年、東宝） - 河西
- 国際秘密警察シリーズ (東宝) - 北見次郎
  - 国際秘密警察 指令第8号（1963年）
  - 国際秘密警察 虎の牙（1964年）
  - 国際秘密警察 火薬の樽（1964年）
  - 国際秘密警察 鍵の鍵（1965年）
  - 国際秘密警察 絶体絶命（1967年）
- 今日もわれ大空にあり（1964年、東宝） - 山崎二等空佐
- 続・若い季節（1964年、東宝） - 井橋達夫（「サン興業」社長）
- 団地 七つの大罪（1964年、東宝） - 木村宗平[11]
- 勇者のみ（1965年、 ワーナー・ブラザース／ 東宝） -  陸軍中尉・黒木
- 奇巌城の冒険（1966年、東宝） - 王
- 女の中にいる他人（1966年、東宝） - 杉本隆吉
- 怒涛一万浬（1966年、東宝） - 矢野一作
- 佐々木小次郎（1967年、東宝） - 南屋十兵衛[11]
- 新網走番外地（1968年、東映） - 郡司勇[11]
- 野獣の復活（1969年、東宝） - 伊吹一郎[11]

#### 1970年代以降
- 激動の昭和史 軍閥（1970年、東宝） - 大西瀧治郎
- トラ・トラ・トラ!（1970年、20世紀フォックス） - 源田實海軍中佐
- 新網走番外地 嵐を呼ぶ知床岬（1971年、東映） - 加納秀男[11]
- 金田一耕助の冒険（1979年、東映洋画） - 「瞳の中の女」の等々力警部
- 遥かなる走路（1980年、松竹） - 大島理三郎[11]
- 連合艦隊（1981年、東宝） - 草鹿参謀長[15]
- 鹿鳴館（1986年、東宝） - 伊藤博文
- シンデレラ・エクスプレス（1990年、キネマスターフィルム） - 岸部正義[11]
- 忘れられぬ人々（2001年、ビターズ・エンド＝タキコーポレーション） - 木島等[11]
- Dolls（2002年、オフィス北野／松竹） - 親分
- CASSHERN（2004年、松竹） - 老医師（特別出演） [注釈 2]

### テレビドラマ
- 月曜日の微笑（1957年、NHK総合）
- バラのごとく（1957年、日本テレビ）
- 幽霊と宝石と恋（1958年、NHK総合）
- いけない女（1958年、NHK総合）
- 命美わし（1959年、NHK総合）
- 風は五月を（1959年、NHK総合）
- この情報を買ってくれ（1959年、フジテレビ）
- 妻が夫をケイベツするとき（1965年、日本テレビ）
- 近鉄金曜劇場 岡田茉莉子シリーズ「夫婦」（1965年、朝日放送）
- 岸惠子アワー「さよならはイヤよ!」（1965年、フジテレビ）
- パパのおくりもの（1965年、日本テレビ）
- 出番です…奥さま（1966年、TBS）
- 浮気にご用心（1966年、日本テレビ）
- 遊撃戦（1966年 - 1967年、日本テレビ） - DVD化
- 雪の喪章（1966年、NET）
- 河のほとりで（1966年 - 1967年、日本テレビ）
- 女であること（1967年、毎日放送）
- 愛の装飾（1967年、朝日放送）
- 東京コンバット（1968年 - 1969年、フジテレビ） - 三村警部
- 90日の恋（1969年、日本テレビ）
- 乱戦模様（1970年、NHK総合） - 上杉昭三
- テレビスター劇場（毎日放送）
  - 産科・歯科 - 産科医院開業医師
    - （第1シリーズ）（1970年）
    - （第2シリーズ）（1971年）
- 人形佐七捕物帳 第23話「悲恋短冊」（林与一版、1971年、NET） - 貝塚主馬
- はるかなる愛（1972年、フジテレビ）
- 妻が恋した男（1972年、日本テレビ）
- 寝顔が可愛い（1973年、毎日放送）
- おじさま!愛です（1974年、NET）- アンクルX[注釈 3]
- 西村京太郎トラベルミステリーシリーズ（1979年 - 1982年、朝日放送制作『土曜ワイド劇場』） - 十津川警部
  - 西村京太郎トラベルミステリーシリーズ（1981年 - 1999年、テレビ朝日制作『土曜ワイド劇場』） - 十津川警部（初代）
- 横溝正史シリーズ 迷路荘の惨劇（1978年、毎日放送・三船プロ） - 篠崎
- 鉄道公安官（1979年 - 1980年、テレビ朝日・東映） - 室長・瀬川浩三
- ぬかるみの女（1980年、東海テレビ） - 桐山
  - 続・ぬかるみの女（1981年、東海テレビ） - 桐山
- 87分署シリーズ・裸の街（1980年、フジテレビ）
- 池中玄太80キロ（1980年、日本テレビ）
- 絶唱（1981年、TBS）
- 木曜座
  - 虹色の森（1981年、 毎日放送） - 樫村社長
- 陽のあたる坂道（1986年、フジテレビ） - 田代玉吉
- 木枯し紋次郎 年に一度の手向け草（1990年、TBS）
- 大逆襲! 四匹の用心棒 （1991年、テレビ朝日 / 東映） - 神保頼母
- 往診ドクター事件カルテ 第4話「東京・佃島、医者嫌いの隠された秘密」（1992年、朝日放送）
- if もしも 第17回「人生ゲーム 残された2通の遺言状」（1993年9月2日、フジテレビ）
- 流れ板七人（1997年、テレビ朝日）
- 救命病棟24時 第1シリーズ 第4話「妻への贈り物」（1999年、フジテレビ） - 前田正勝
- おばさん会長・紫の犯罪清掃日記!ゴミは殺しを知っている2（2001年、TBS） - 早川壮介
- まんてん（2002年 - 2003年、NHK総合 連続テレビ小説） - 日高源三

### その他のテレビ番組
司会番組
- 音楽の花ひらく（NHK総合）
- おしゃれ（日本テレビ）
- 三橋達也のザ・ベストカップル（日本テレビ）
- クイズタッグマッチ（フジテレビ）
- ミス・ユニバース日本代表選出大会（朝日放送、1972年）[16]

レギュラー番組
- それは秘密です!!（日本テレビ）
- 連想ゲーム（NHK総合）

### CM
- トヨタ・マークII
- クリナップ
- ハクキンカイロ
- ローソン[17]
- フジサワ・アペール